# Mesg
mesg je příkaz v unixových operačních systémech, který umožňuje povolit nebo zakázat zasílaní textových zpráv (z programů talk a write) na terminál přihlášeného uživatele. Pokud je příkaz volán bez parametru, pouze vytiskne stávající nastavení.

## Zápis
```
 mesg [y|n]
```